# Prensa hidráulica

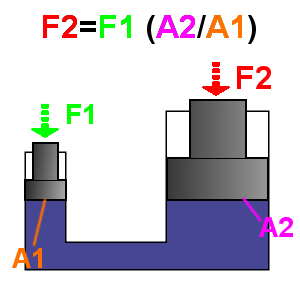
Prensa hidráulica: O aumento da força hidráulica

A prensa hidráulica é uma classe de máquina-ferramenta que foi importante em tornar possível a revolução industrial. Antes, a conformação de materiais laminados requeria que o material fosse martelado e lhe fosse dada forma manualmente com o uso de maço e buril. Houve outras tecnologias de prensa, como a prensa de parafuso, mas tinham limitações significativas — sendo a maior a pressão que eram capazes de atingir. As prensas hidráulicas modernas são capazes de pressões superiores a 2 000 toneladas, e conseguem dar forma a frio a metal. Outra aplicação das prensas hidráulicas é a formação de materiais compósitos na indústria de tijolos e do concreto, permitindo a criação de formas complexas e o fabrico em linha de montagem.
A prensa hidráulica é uma aplicação do Princípio de Pascal:
Uma variação de pressão provocada num ponto de um fluido em equilíbrio transmite-se a todos os pontos do fluido e às paredes que o contêm.
Uma importante aplicação prática é o macaco hidráulico. Para um êmbolo de 10m² e outro de 1m², uma força equivalente a 70 N será suficiente para levantar um veículo que pese 700 N, no outro êmbolo.
Considerando a pressão num ponto 1 com uma altura h como p1, se variarmos a sua pressão em {\displaystyle \Delta p}, a sua pressão passará a ser
{\displaystyle \ p'_{1}=p_{1}+\Delta \ p}
Como 1 é um ponto genérico, todos os pontos do fluido serão acrescidos de {\displaystyle \Delta p}
Mas,
{\displaystyle \ p={\frac {F}{A}}}
Então para dois pontos distintos no fluido, 1 e 2
{\displaystyle \Delta p_{1}=\Delta p_{2}}
Logo,
{\displaystyle {\frac {F_{1}}{A_{1}}}={\frac {F_{2}}{A_{2}}}}
ou,
{\displaystyle {F_{2}}=A_{2}{\frac {F_{1}}{A_{1}}}}
Assim o peso possível de ser levantado no ponto 2 é proporcional à área do êmbolo em 2, mesmo que pequenas forças e áreas existam em 1.